# 伊予小富士
伊予小富士（いよこふじ）は、愛媛県松山市の興居島にある小高い山。正式名は「小富士」（こふじ）、小富士山（こふじさん）と呼ぶこともある。郷土富士の一つ。標高は282.4m。日本離島センターの「しま山100選」にも選ばれている（選定名は「小富士山」）。

## 地理
松山港の沖合に浮かぶ興居島の南部に位置し、島内の最高地点である。それほど高い山ではないが、周囲に高い山はなく、その形は遠くからでも判別できる。

## 登山
麓の泊集落にある登り口（港から徒歩2分ほど）から1.5kmほどで山頂に着く。登山道は2014年に整備され、山頂には展望所やお堂がある。山頂からは遠く瀬戸内海の島々や松山市街が眺望できる。

## アクセス
東麓（島の東岸）に泊港があり高浜港（松山港の高浜地区）からフェリーが運航されている。所要時間は約10分。高浜港は伊予鉄道の郊外電車の高浜線の終点である高浜駅を降りて、道路を渡った先に乗り場がある。

## 作品への登場
正岡子規の俳句「鶏なくや小富士の麓桃の花」